# Punta Negra (Olivieri)
La punta Negra (51°19′S 58°22′O / -51.317, -58.367) se encuentra en el sector norte de la isla Soledad del archipiélago de las Malvinas. Administrativamente pertenece al departamento Islas del Atlántico Sur de la provincia de Tierra del Fuego, Antártida e Islas del Atlántico Sur.
Esta punta se ubica entre el cabo Alto y la punta Verde. Además se encuentra en la costa noreste de la península Olivieri y al norte de la laguna Ronda.
Este accidente geográfico es uno de los puntos que determinan las líneas de base de la República Argentina, a partir de las cuales se miden los espacios marítimos que rodean al archipiélago.
Además se encuentra a la misma longitud geográfica que la capital argentina, estando atravesada por el meridiano de Buenos Aires.